# Stockinger
A Stockinger egy 14 részes osztrák krimisorozat, a Rex felügyelő című sorozat spin-offja. A szériát 1996–97-ben forgatták, címszereplője Karl Markovics. Magyarországon még nem mutatták be.

## A sorozatról

Ernst Stockinger és Antonella Simoni

A sorozat főszereplője Ernst Stockinger, aki korábban Richard Moser csapatában dolgozott. Stockinger a 2. széria végén távozott, a forgatókönyv szerint azért, mert felesége, Karin Stockinger (Anja Schiller) örökölte édesapja fogorvosi rendelőjét, amely azonban Salzburgban található. Stocki úgy dönt, követi feleségét, ami azt jelenti, hogy el kell hagynia a jól bevált csapatát. Stocki a Stocki utolsó esete című epizódban távozik a Rex felügyelőből.
Mivel azonban Stockinger karaktere rendkívül népszerű volt, egy saját sorozatot is kapott, amely szintén nagy sikerre tett szert. Ezt azonban nem a Rex felügyelő stábja készítette. A szerepet alakító Karl Markovicsnak ez volt az első olyan sorozata, amelyben ő alakította főszerepet. 
Stocki története ott folytatódik, ahol a Rex felügyelőben „befejeződött”. Ezúttal a salzburgi rendőrség nyomozója, társa pedig Antonella Simoni (Sandra Cervik), akivel együtt felgöngyölítik a szövevényes bűnügyeket.

## Epizódok
1. Salzburger Kugeln (Salzburgi golyó)
2. Todesnacht in Gastein (Gyilkos éjszaka Gasteinban)
3. Endstation: Hallstatt (Végállomás Hallstatt)
4. Der Tote im Narzissenfeld (Halott a nárciszos réten)
5. Unschuldslämmer (Ártatlan báránykák)
6. Grau’n an der Traun (Rémület a Traun partján)
7. Mord-Saison im See-Hotel (Gyilkos szezon a tavi szállóban)
8. Das Geheimnis der Krimmler Fälle (A vízesés titka)
9. Die Macht der Toten (A holtak hatalma)
10. Lebende Schießscheiben (Élő céltáblák)
11. Pfeile im Tennengau (Nyilak a Tennengauban)
12. Stille Wasser (Csendes vizek)
13. Spuren in den Tod (A halál nyomai)
14. Tod im Saalbach (Halál Saalbachban)